# جبل أيطو
جبل أيطو في لبنان جبل يقع في شمال سلسلة جبال لبنان الغربية. ويعرف بين أهالي المنطقة «بقرن أيطو» وذلك لوجود هوائي بث واتصالات على قمته. عرف تاريخيا بأشجار أرزه التي طلبها الفراعة المصريين. تصل أعلى قممه إلى ارتفاع 1350م فوق سطح البحر.

## التسمية
يعود التسمية إلي كلمة «طاو» الفرعونية والتي ترمز إلى الإله أدونيس إذ أن الفراعنة سمو غاباتها «كاو كهاي» أي غابة طاو. وقيل أن كلمة أيطو تعني المصيف.